# Bergerhof (Dietramszell)
Bergerhof ist ein Ortsteil der oberbayerischen Gemeinde Dietramszell im Landkreis Bad Tölz-Wolfratshausen. 

## Lage
Die Einöde liegt etwa dreieinhalb Kilometer südsüdwestlich von Dietramszell. 

## Einwohner
Bei der Volkszählung 1987 hatte der Ort neun Einwohner.

## Baudenkmäler
Baudenkmäler sind in dem Ort mit zwei Wohngebäuden nicht vorhanden.